# Dmitri Alexejewitsch Schabanow
Dmitri Alexejewitsch Schabanow (russisch Дмитрий Алексеевич Шабанов; * 19. Juli 1964 in Moskau) ist ein ehemaliger russischer Segler.

## Erfolge
Dmitri Schabanow war bei den Olympischen Spielen 1996 in Atlanta in der Bootsklasse Soling neben Igor Skalin Crewmitglied des russischen Bootes von Rudergänger Georgi Schaiduko. Nach zehn Wettfahrten im Fleet Race qualifizierten sie sich mit 50 Punkten als Fünfte für die Endrunde, die im Match Race ausgetragen wurde. Nach Siegen über Kanada im Viertelfinale und die Vereinigten Staaten im Halbfinale traf die russische Crew im Duell um den Olympiasieg auf das von Jochen Schümann angeführte deutsche Boot, dem sie in drei Wettfahrten klar mit 0:3 unterlagen. Schabanow erhielt daher zusammen mit Skalin und Schaiduko die Silbermedaille. Im selben Jahr wurden sie in Punta Ala gemeinsam Weltmeister.